# Sekai-ichi Hatsukoi
Sekai'ichi Hatsukoi: Onodera Ritsu no Ba'ai (世界一初恋~小野寺律の場合~, lit. "O Primeiro Amor do Mundo: O Caso de Ritsu Onodera) é um mangá yaoi escrito e ilustrado por Shungiku Nakamura. Em 2011 o mangá ganhou uma adaptação em anime com o título Sekai-ichi Hatsukoi. Produzido pelo Studio Deen com a direção de Chiaki Kon, a primeira temporada foi ao ar em 8 de Abril de 2011. Um OVA de DVD foi empacotado com o quinto volume da série de mangá, lançado em março de 2011. A segunda temporada foi exibida entre 7 de outubro à 23 de dezembro de 2011.

## Enredo
Ritsu Onodera, um editor literário, demite-se da companhia de publicação de seu pai, devido ao ciúme de seus colegas de trabalho quanto ao seu sucesso, alegando que ele está somente montando no negócio do pai. Ele decide ir para a editora Marukawa, mas em vez de ser colocado no departamento de literatura almejado, é colocado no infame departamento de Shoujo mangá, Emerald. Inicialmente, ele decide ficar por umas semanas e depois demitir-se, principalmente porque ele encontra o seu novo chefe, Takano Masamune, intolerável, irritante e irredutível desde o início. No entanto, Takano inadvertidamente convence Onodera a ficar com o trabalho, pois chamou-o de "inútil" e seu orgulho forçou-o a ficar para provar o seu valor. Mais tarde, Onodera descobre que o antigo sobrenome de Takano era Saga, um antigo colega de colegial por quem Ritsu se apaixonou pela primeira vez, e se declarou.

## Personagens
- Ritsu Onodera (小野寺 律, Onodera Ritsu)

Dublador: Takashi Kondo
Ritsu é um editor literário de 25 anos de idade. Ele é o filho único do chefe da Editora Onodera e anteriormente trabalhou na empresa de seu pai, no departamento de literatura. Após ser ferido pelo seu primeiro amor na escola, Onodera jurou nunca se apaixonar novamente.
- Masamune Takano (高野 政宗, Takano Masamune)

Dublador: Konishi Katsuyuki
Anteriormente conhecido como Saga Masamune, antes de seus pais se divorciaram no ensino médio. Ele é o editor-chefe do departamento de Emerald, e é por vezes referido como "O Capable". Ele e Onodera estavam em um breve relacionamento na escola, mas, se separaram ao longo de um mal-entendido. Quando ele e Onodera perceberam isso, ele diz que vai fazer Onodera se apaixonar novamente por ele.
- Shōta Kisa (木佐 翔太, Kisa Shōta)

Dublador: Nobuhiko Okamoto
Kisa é um editor do departamento Esmerald, e por causa de sua "cara-de-bebê", ele é confundido por ser mais jovem do que sua verdadeira idade, 30 anos. Ele nunca esteve em um relacionamento sério e pensa que não é capaz de estar em um.
- Kou Yukina (雪名 皇, Yukina Kou)

Dublador: Tomoaki Maeno
Jovem universitário de 21 anos, trabalha numa loja de livros chamada "Books Marimo"(ou Marimo Books). Atrai muitos clientes, principalmente femininas, onde consegue persuadí-las a comprar os mangás que recomenda. É um grande fã dos trabalhos de Kisa.
- Chiaki Yoshino (吉野 千秋, Yoshino Chiaki)

Dublador: Tachibana Shinnosuke
Chiaki é um mangaka de shoujo com 28 anos de idade, conhecido como Yoshikawa Chiharu. Seu editor-responsável é Yoshiyuki Hatori, um editor do departamento Emerald, que também é seu amigo de infância.
- Yoshiyuki Hatori (羽鳥 芳雪, Hatori Yoshiyuki)

Dublador: Yuuichi Nakamura
Amigo de infância e editor-responsável de Yoshino, está sempre muito sério e pegando no pé de Yoshino para que faça seu trabalho direito. Foi apaixonado por ele desde a infância, e se tornou seu editor únicamente para poder ficar ao seu lado.
- Kanade Mino (美濃 奏, Mino Kanade)

Dublador: Hikaru Midorikawa
Ele quase nunca fala, e está sempre de olhos fechados. Não se sabe muito sobre sua personalidade.
- Yuu Yanase (柳瀬 優, Yanase Yuu)

Dublador: Hiroshi Kamiya
É um grande amigo de Chiaki e é assistente-chefe de mangaká. Hatori e Chiaki só vieram a conhecer Yuu quando estavam no colegial.

## Mídias

### Mangá
Escrito e ilustrado por Shungiku Nakamura, Sekai-Ichi Hatsukoi começou a ser serializado em 2007 na revista The Ruby. No entanto, desde julho de 2009, começou a ser publicado na revista Asuka Ciel. O primeiro volume foi lançado em 1 de julho de 2008 e o vinte foi lançado em 1 de maio de 2025.

### Light novel
Em abril de 2011, quatro light novels foram publicados contando a história de Hatori e Chiaki, intitulado Sekai-ichi Hatsukoi: Yoshino Chiaki no Baai (世界一初恋~吉野千秋の場合, lit. O primeiro amor do mundo: O caso de Chiaki Yoshino). No mangá, esse casal só apareceu em um capitúlo, embora tenham sido apresentados no anime. E em 1 de novembro foi lançado a novel Sekai-ichi hatsukoi: Yokozawa Takafumi no Baai (世界一初恋 〜横澤隆史の場合〜, lit. "O primeiro Amor do Mundo: O Caso de Takafumi Yokozawa)

### Anime
A primeira temporada foi exibida em abril de 2011, com a direção de Chiaki Kon pelo Studio Deen, com a abertura chamada "Sekai de Ichiban Koishiteru (世界で一番恋してる)" por Shuhei Kita, e o encerramento "Ashita, Boku Wa Kimi Ni Ai Ni Iku (あした、ぼくわきみにあいにいく)" por Wakaba.
No final de julho foi confirmada que uma segunda temporada seria exibida em outubro de 2011, pelo mesmo estúdio e direção, com a abertura "Sekai no Hate ni Kimi ga Itemo (世界の果てに君がいても)" por Shuhei Kita, e o encerramento chamado Aikotoba (アイコトバ) por Sakura Merry-Men.

### Web Rádio
Em 7 de abril de 2011, foi lançado junto do anime, uma web rádio intitulada Sekai-Ichi Hatsukoi ~WEBrajio no baai~ (世界一初恋 〜WEBラジオの場合〜) pela empresa Lantis, junto dos seiyūs Takashi Kondo (Ritsu Onodera), Tachibana Shinnosuke (Chiaki Yoshino) e Nobuhiko Okamoto (Shōta Kisa) e às vezes os cantores das aberturas e encerramentos são convidados à comparecer às gravações. A rádio é dividida em três quadros, onde os ouvintes podem interargir mandando e-mails É lançado duas vezes ao mês nas quintas-feiras, as gravações tem em média 40 minutos. Em 10 de agosto foi lançado um CD da Rádio.